# Cosmorhoe producta
Cosmorhoe producta là một loài bướm đêm trong họ Geometridae.